# 漆野りひと
漆野 りひと（うるしの りひと）は、日本の漫画家。

## 作品リスト

### 連載
- ウィッチギルド ファンタジア（『別冊ドラゴンエイジ』Vol.2[1] - Vol.9→『ヤングドラゴンエイジ』Vol.1 - Vol.6、KADOKAWA、全2巻）